# Bone: The Great Cow Race
Bone: The Great Cow Race — это третья игра, сделанная Telltale Games и второй эпизод серии приключенческих игр Bone. Он был выпущен в апреле 2006 года после примерно семи месяцев производства. Он основан на втором томе серии комиксов «Боун» Джеффа Смита и следует за приключениями Боуна и его кузенов, Phoney Bone и Smiley Bone.

## Сюжет
Игра начинается там, где Bone: Out from Boneville прекратился, с прибытием кузенов Боуна в Barrel Haven как раз во время Весенней Ярмарки и ежегодной Гонки Коров. В этой игре от третьего лица игрок получает контроль над всеми тремя персонажами (используя технику, аналогичную той, что используется в приключенческой игре LucasArts, Day of the Tentacle). Боун, пораженный прекрасной Торн, должен найти способ произвести на неё впечатление. Боун готовит схему для издевательства над горожанами из заработанных яиц во время Гонки Коров и заручится поддержкой своего счастливого кузена Smiley. Мало кто знает, что Крысиные существа скрываются поблизости. В конце концов, крысиные существа преследуют Боуна на гонке, и у него нет другого выбора, кроме как раскрыть свой план, так как крысиные существа получают их. В конце концов, Боун был наказан за свои преступления, а два крысиных существа намекают на следующий эпизод.

## Отзывы
| Сводный рейтинг    | Сводный рейтинг |
| Агрегатор          | Оценка          |
| ------------------ | --------------- |
| GameRankings       | 77,68 %         |
| Metacritic         | 76/100          |
| Иноязычные издания |                 |
| Издание            | Оценка          |
| 1UP.com            | C               |
| Eurogamer          | 7/10            |
| GamesRadar+        | [ 6 ]           |
| GameZone           | 7,5/10          |
| IGN                | 8,6/10          |
| PC Gamer (UK)      | 55 %            |
| PC Gamer (US)      | 85 %            |
| PC Zone            | 67 %            |
| The A.V. Club      | B               |
| Adventure Gamers   | [ 13 ]          |
| PC Format          | 78 %            |

Игра была встречена с более позитивным приемом, чем первая часть в серии, Bone: Out from Boneville. GameRankings дал ему оценку в 77,68 %, а Metacritic — 76 из 100.
Comic Book Resources дали ему положительный обзор и назвали его «ностальгическим ромом». GamesRadar дал ему четыре звезды из пяти и сказал, что игра «может похвастаться красивыми, хорошо анимированными визуальными эффектами, отличной озвучкой и отличным музыкальным сопровождением, особенно для инди-игры. Игра все ещё немного коротка, и вы её не будете переигрывать, но это забавный маленький квест, пока он длится». PC Zone дала ему 67 % и назвала его «более дешёвым, чуть более длинным и, конечно, более полезным участком сахаристой глупости, чем раньше. Все ещё не идеальный, но очень, очень симпатичный».